# Thyle
Thyle  è una caratteristica di albedo della superficie di Marte.